# 弗兰基·瓦利
弗兰基·瓦利（英語：Frankie Valli，1934年5月3日—），原名弗朗切斯科·斯蒂芬·卡斯特路西奧（Francesco Stephen Castelluccio），是一位美國流行歌手，亦是1960年成立的四季樂隊（The Four Seasons）的主唱，以不同尋常的、有力的假聲而知名。
瓦利曾經29次以四季樂隊的名義、一次以四季樂隊的分隊奇迹是谁？的名義以及9次以個人名義取得四十大金曲。作為四季樂隊成員時曾在排行榜第一的歌曲包括《雪利酒》（Sherry）、《大女孩不哭》（Big Girls Don't Cry）、《像个男人步行》（Walk Like a Man）、《玩具娃娃》（Rag Doll）和《1963年12月 （噢！多麼美妙的夜晚）》（December, 1963 (Oh, What a Night)）。他的個人單曲《我無法停止看你》（Can't Take My Eyes Off You）亦曾在1967年排名排行榜第二位。另一在1966年發行的個人單曲《你准备好了》（You're Ready Now），因使用北方靈魂音樂的场景而驚喜地在英國成為大熱作品，在1970年12月英國排行榜中排名第十一位。個人單曲中，《我的眼睛爱慕你》（My Eyes Adored You）和《油脂》（Grease）曾排名排行榜第一位。
瓦利聯同原四季樂隊成員湯米·德維托（Tommy DeVito）、尼克·马西（Nick Massi）和鮑伯·高迪歐（Bob Gaudio）在1990年入選搖滾名人堂，並在1996年入選聲樂團體名人堂。

## 早期生活
原名弗朗切斯科·斯蒂芬·卡斯特路西奧的弗兰基·瓦利生於美國新澤西州紐瓦克的一戶意大利家庭。他在家中排名第三，亦是最小的兒子。他父親安東尼·卡斯特路西奧是一個理髮師兼莱昂内尔公司（Lionel Corporation）模型火車的造型設計師。他母親玛丽·里纳尔迪是家庭主妇，亦是啤酒公司的僱員。他在七歲時被母親帶到紐約派拉蒙劇院（Paramount Theater）收看法蘭·仙納杜拉的演出之後，開始對音樂事業感到興趣。他早期的歌唱導師是「得克萨斯」·让·瓦利，亦是他藝名姓氏的由來。直至他能以音樂自食其力之後，他就成為了一個理髮師。
瓦利的出生年份一直存在爭議。在2007年在其當時的唱片公司環球唱片贊助的官方網站揭露出生年份之前，瓦利從未透露出生年份。很多在在他事業周邊的名人使用1937年作為其出生年份。其他來源，如其在熊家唱片時的唱片《四個愛人》中，以至《确凿的证据》（The Smoking Gun）中的1965年大頭照均顯示其出生年份為1934年。

## 音樂事業

### 1950年代至1960年代
瓦利與百变三重奏（Variety Trio，由尼基·德维托（Nickie DeVito）、湯米·德維托（Tommy DeVito）和尼克·麥西奧西（Nick Macioci）組成）在1951年開始其音樂事業。瓦利在公眾演唱的願望由百变三重奏在聽到瓦利的演唱之後，邀請他在百变三重奏的表演擔任嘉賓而達成。1952年下半年，百变三重奏解散，瓦利聯同湯米·德維托成為新澤西州新不倫瑞克河濱夜總會（The Strand）樂隊的成員，瓦利在樂隊中擔任貝斯手及主音。
他使用其最喜歡的女歌手「得克萨斯」·让·瓦利的名字改了藝名為弗蘭基·瓦利（Frankie Valley），並推出第一首個人單曲《我母親的眼睛》（My Mother's Eyes）。在此時，瓦利和湯米·德維托離開河濱夜總會，並與汉克·马耶夫斯基（Hank Majewski）、弗蘭克·格通（Frank Cattone）和比利·汤普森（Billy Thompson）成立瓦拉亞通樂隊（The Variatones）。1956年，瓦拉亞通樂隊作為一女歌手的和音被紐約唱片製作人彼得·保羅賞識，並叫他們在一星期之後來到RCA唱片面試。
瓦拉亞通樂隊後來易名為四個愛人樂隊（The Four Lovers），並灌制了數首單曲和一張唱片。他們曾經在1956年的《你是我的掌上明珠》（You're the Apple of My Eye）中取得小成功。尼基·德维托和汉克·马耶夫斯基於1958年離開組合之後，由尼克·麥西奧西（後稱為尼克·马西（Nick Massi）和休·加里蒂（Hugh Garrity）取代。马西斷斷續續地進出四個愛人樂隊，偶爾查尔斯·柯磊洛亦會成為樂隊的手風琴手。樂隊持續演出至1959年鮑伯·高迪歐（Bob Gaudio）加入。在數次調整之後，樂隊再易名為四季樂隊。
作為四季樂隊的主音，瓦利曾有一系列的大熱歌曲，如1962年首次進入排行榜第一位的單曲《雪利酒》。瓦利在四季樂隊的時期，樂隊的貝斯手和歌唱編曲家尼克·马西於1965年離隊，由演奏編曲家查尔斯·柯磊洛頂替。此後不久，柯磊洛由約瑟夫·拉巴西奧（藝名為喬·龍（Joe Long））取代。
在1960年代，鮑伯·高迪歐和後來與他合作的作曲家、製作人鲍勃·克鲁（Bob Crewe），與瓦利合作推出個人唱片，並取得不同程度的成功。當時，一個樂隊的主音歌手獨立推出唱片可說是十分罕見（巴迪·霍利和蟋蟀樂隊（The Crickets）是例外），並可能獲其他樂隊的默許和其成員的協助。瓦利以樂隊和個人身份支配排行榜的潛力很成功，而他、高迪歐和克鲁亦偶爾出現共同成功的表演和大熱歌曲。瓦利是高迪歐和克魯的作品《太阳會（否）再闪耀》（The Sun Ain't Gonna Shine (Anymore)）的原唱者，該曲亦曾被沃克兄弟（The Walker Brothers）翻唱，沃克兄弟並憑該曲取得成功。瓦利繼續灌錄個人單曲，最後在《我無法停止看你 》一曲發行中取得重大成功。該曲在排行榜上排名第二，並被其他歌手翻唱。
瓦利首張個人專輯是他幾首單曲的結合。在發行第二張專輯之前，一首單曲《我让自己出丑》（I Make a Fool of Myself）在1967年7月推出，並在排行榜排名第18位。他的第二張個人專輯《沒時間》（Timeless）的發行更連貫，讓瓦利更花時間灌錄它。《沒時間》其中一首歌曲《给（我住的原因）》（To Give (The Reason I Live)）曾在四十大歌曲上。
在1960年代末，瓦利為其個人和四季樂隊聯合唱片《一半和一半》（Half & Half）灌錄了幾首歌曲，亦灌錄了幾首單曲。唯一一首大熱作品為《我永远也不会知道的女孩（天使飞从来没有这样低的）》（The Girl I'll Never Know (Angels Never Fly This Low)），於排行榜排第五十二位。

### 1970年代至1990年代
瓦利於1966年灌錄的單曲《你准备好了》，因其北方靈魂音樂背景而驚喜地成為英國大熱歌曲，於1970年12月在英國單曲排行榜中排名第11位。
1975年，他的單曲《我的眼睛爱慕你》在《告示牌》百强单曲榜中排名第一。同年，他亦憑《向神發誓》（Swearin' to God）在《告示牌》百强单曲榜排名第六。此外，由盖伊·弗莱彻和道格·菲勒作曲、鮑伯·高迪歐監製的《堕落天使》（Fallen Angel）亦在英國單曲排行榜獲得成功。瓦利同時亦以四季樂隊成員的身份憑《銀星》（Silver Star）在英國成為大熱歌曲，但該曲並非瓦利主音。
1976年，瓦利為音樂紀錄片《所有和第二次世界大战》（All This and World War II）翻唱披頭四的歌曲《生命中的一天》。
1978年，瓦利為電影《油脂》演唱由比吉斯成員巴里·吉布作曲的同名主題曲，並成為首本名曲。該年，他亦獲得兩次排行榜上的成功—1978年11月的《救我，救我》（Save Me, Save Me）登錄《告示牌》轻音乐排行榜和1979年1月的《花式舞者》登錄流行音樂排行榜。
瓦利於1967年證實患上耳硬化症，逼他在1970年代末期「唱出記憶」。1980年，由洛杉磯耳科專科醫生維克多·古德賀爾執行的手術使瓦利恢復大部份聽力。
1992年，四季樂隊專輯《希望与荣耀》發行。

### 2000年之後

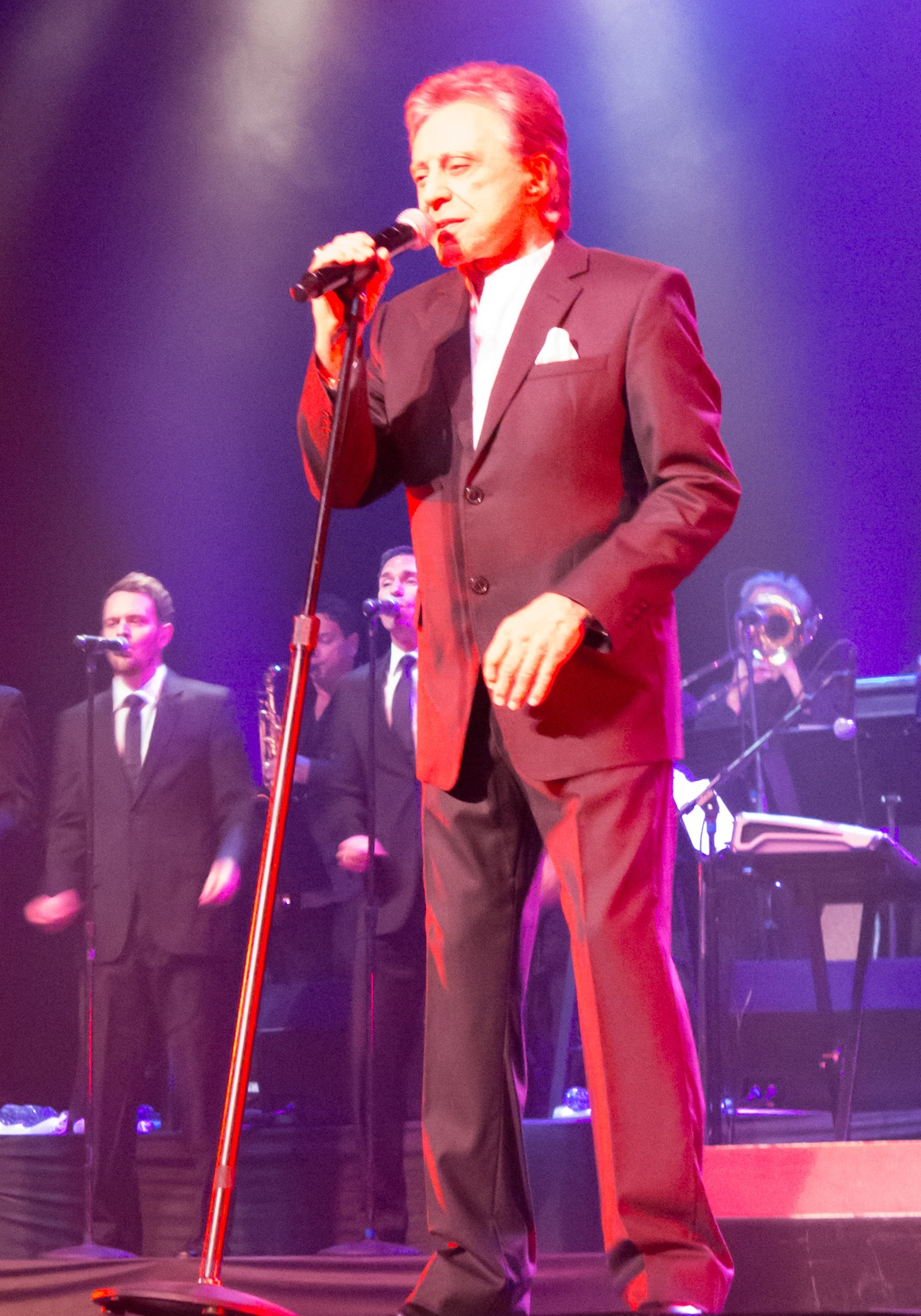
瓦利於2013年在洛杉磯沙班劇院演出

2005年，音樂劇《澤西男孩》（Jersey Boys）在百老匯開幕。除了演出很多瓦利和四季樂隊的作品之外，它亦以传记叙事形式，由四名四季樂隊成員講述對其他隊員的看法。音樂劇將瓦利的生活中的真實事件戲劇化，包括對他於1980年逝世的女兒弗朗辛的隔阂。音樂劇被广受赞誉，在票房上贏得成功，該劇亦赢得六項托尼奖。音樂劇其後在全球巡迴公演，包括在拉斯維加斯巴黎酒店的版本。2014年，該劇被改編成由克林·伊斯威特執導的同名電影，由音樂劇三名主角約翰·勞埃德·讓、邁克爾·羅文達和埃里希·卑尔根主演。飾演汤米·德维托的文森特·皮亞薩從未參演音樂劇。
2007年10月，瓦利發行唱片《浪漫在六十年代》，收錄由他翻唱的1960年代他最喜愛的歌曲。其中他曾錄製兩首歌曲《晴朗》（Sunny）和《現在任何一天》（Any Day Now）。
2010年10月，由瓦利和朱斯·紐頓合唱的《我最大的部份》（The Biggest Part of Me）收錄在朱斯·紐頓的專輯《二重奏：朋友和记忆》。
2012年10月，瓦利首次在紐約百老匯演出。

## 演藝事業
瓦利曾數次在HBO電視劇《黑道家族》第5季和第6季飾演羅斯特利·米尼奧。四首他和四季樂隊的歌曲在其他集數的《黑道家族》可聽到。
瓦利亦曾在美國廣播公司電視劇《滿屋》第8季客串。他亦在2014年電影《如此般》（And So It Goes）亮相。
在2014年11月21日的《天堂执法者》中，瓦利飾演與卡罗尔·伯内特的角色德布大妈訂婚神秘律師伦纳德·卡萨诺。

## 個人生活
瓦利曾經歷三段婚姻。他與第一任妻子玛丽·曼德尔在他未到30歲時結婚，當時曼德尔已育有一個兩歲的女兒。婚後他們育有兩女，於1971年離婚。1974年，瓦利再娶玛丽安·汉娜根為妻，但婚姻只維持了八年。1984年再娶小他26年的蘭迪·格羅漢西為妻，育有三子後在2004年離婚。1980年，其繼女西莉亚在火警逃生期間被燒死。六個月後，其最小的女兒弗朗辛亦因藥物過量而死。
瓦利是遺產相關事務的支持者，尤其在国家意美基金会。2006年，他獲国家意美基金会頒發终身成就奖。2008年，国家意美基金会使用瓦利的名字成立供意裔美國人申請的獎學金。
2012年5月，瓦利獲頒埃利斯岛荣誉奖章，以表揚其對人權議題的參與。

## 外部連結
- 弗蘭基·瓦利官方網站 （页面存档备份，存于）
- 弗兰基·瓦利在互联网电影资料库（IMDb）上的資料（英文）
- 互聯網百老匯資料庫（IBDB）上弗兰基·瓦利的資料（英文）